# Klaus Peter Berger
Klaus Peter Berger (* 1. Juni 1961 in Dortmund) ist ein deutscher Rechtswissenschaftler und Hochschullehrer.

## Leben
Nachdem er 1980 sein Abitur in Dortmund bestanden hatte, studierte er bis 1987 Rechtswissenschaften an der Universität Bielefeld. Es folgte 1987/1988 ein Master-Studium an der Universität von Virginia. Von 1989 bis 1996 war er als Wissenschaftlicher Assistent am Institut für Bankrecht der Universität zu Köln tätig. Während dieser Zeit legte er 1991 seine Promotion, in der er sich mit der internationalen Wirtschaftsschiedsgerichtsbarkeit befasste, ab und habilitierte 1996 an der Kölner Universität mit einer Arbeit zum Aufrechnungsvertrag.
1996 erhielt er einen Ruf als Professor an die Westfälische Wilhelms-Universität in Münster in Westfalen. Er war dort bis 2002 Inhaber des Lehrstuhls für Deutsches und Internationales Handels- und Wirtschaftsrecht, Rechtsvergleichung und Internationales Privatrecht. Hier begründete er 1998 das Center for Transnational Law und hatte 1999 eine Gastprofessur an der Universität von Virginia inne, wo er europäisches Wirtschaftsrecht unterrichtete. Seit dem Sommersemester 2002 ist Berger Professor für Privatrecht, deutsches und internationales Handels-, Wirtschafts- und Bankrecht, Internationales Privatrecht und Rechtsvergleichung an der Universität zu Köln. Er ist außerdem der geschäftsführende Direktor des Instituts für Bankrecht und des 1998 von ihm gegründeten Center for Transnational Law (CENTRAL) der Universität in Köln. Er unterrichtete ferner von 1997 bis 2002 osteuropäische Graduierte am T.M.C. Asser Institut in Den Haag im International Commercial Law und war seit 2003 bis 2013 Inhaber einer Gastprofessur am Centre for Energy, Petroleum and Mineral Law and Policy (CEPMLP) der Universität Dundee.

## Wissenschaftliche Betätigung
Berger befasst sich wissenschaftlich mit den Gebieten des deutschen und internationalen Vertragsrechts, dem Bank- und Finanzmarktrecht, dem Recht der Außenhandelsfinanzierung, der internationalen Wirtschaftsschiedsgerichtsbarkeit, dem transnationalen Wirtschaftsrecht und der Rechtsvergleichung. Er ist Autor zum Thema Darlehensrecht im Münchener Kommentar zum BGB und zum Thema des Rechts der Allgemeinen Geschäftsbedingungen im von Prütting, Wegen und Weinreich herausgegebenen BGB-Kommentar. Ferner veröffentlicht er zum Thema der nationalen und internationalen Schiedsgerichtsbarkeit. Berger ist Mitherausgeber der Zeitschrift für Vergleichende Rechtswissenschaft. Er ist zudem seit 1999 ständiger Mitarbeiter der Fachzeitschrift Recht der Internationalen Wirtschaft (RIW). Seit April 2009 betreibt Berger mit seinem Center for Transnational Law die Internet-Datenbank „Trans-Lex“, eine Rechercheplattform zum transnationalen Wirtschaftsrecht, bestehend unter anderem aus den „Trans-Lex Principles“ und einer umfangreichen Materialiensammlung. Er war zudem von 2012 bis 2016 Vorstandsvorsitzender der Deutschen Institution für Schiedsgerichtsbarkeit (DIS). Bis heute ist er Mitglied des Vorstandes.
Über Fachkreise hinaus wurde Berger bekannt, als er Anfang 2009 seinen bis dahin nur fakultätsintern bekannten Rap zu § 823 BGB als Song und Videoclip veröffentlichte, der auf ein breites Medieninteresse stieß und etwa seinen Kollegen Tim Drygala von der Universität Leipzig zu einer ebenfalls in Reimform gehaltenen Antwort motivierte.
Seit April 2016 ist Berger Studiendekan der Juristischen Fakultät der Universität zu Köln.

## Veröffentlichungen (Auswahl)
- Internationale Wirtschaftsschiedsgerichtsbarkeit: Verfahrens- und materiellrechtliche Grundprobleme im Spiegel moderner Schiedsgesetze und Schiedspraxis. De Gruyter, Berlin 1992, ISBN 3-11-013247-8 (Dissertation).
- International Economic Arbitration. Kluwer Law and Taxation Publishers, Deventer 1993, ISBN 90-6544-672-9 (englisch).
- Der Aufrechnungsvertrag, Aufrechnung durch Vertrag – Vertrag über Aufrechnung. In: Jus Privatum. Band 20. Mohr Siebeck, Tübingen 1996, ISBN 3-16-146605-5 (Habilitationsschrift).
- The Creeping Codification of the New Lex Mercatoria. Wolters Kluwer, Austin / Boston / Chicago / New York 2010, ISBN 978-90-411-3179-9 (englisch).
- Private Dispute Resolution in International Business – Negotiation, Mediation, Arbitration. 3. Auflage. Wolters Kluwer, Alphen aan den Rijn 2015, ISBN 978-90-411-5828-4.